# Offizierslager

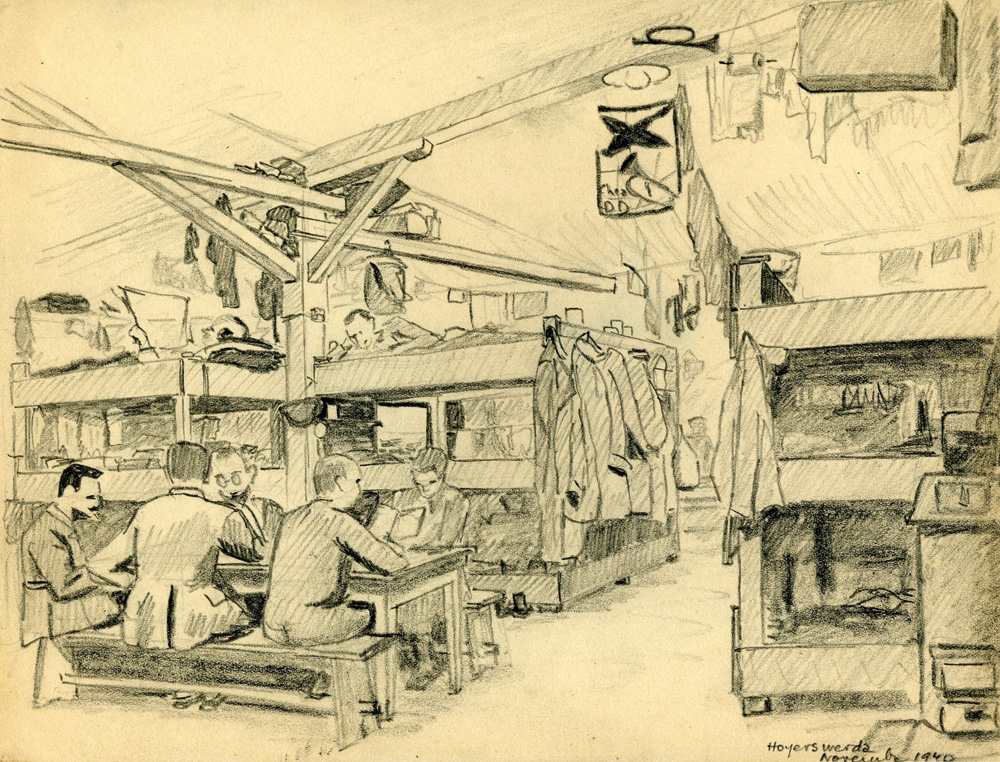
Innenraum-Zeichnung des Oflag IV D in Elsterhorst durch den französischen Gefangenen E. Arnaud

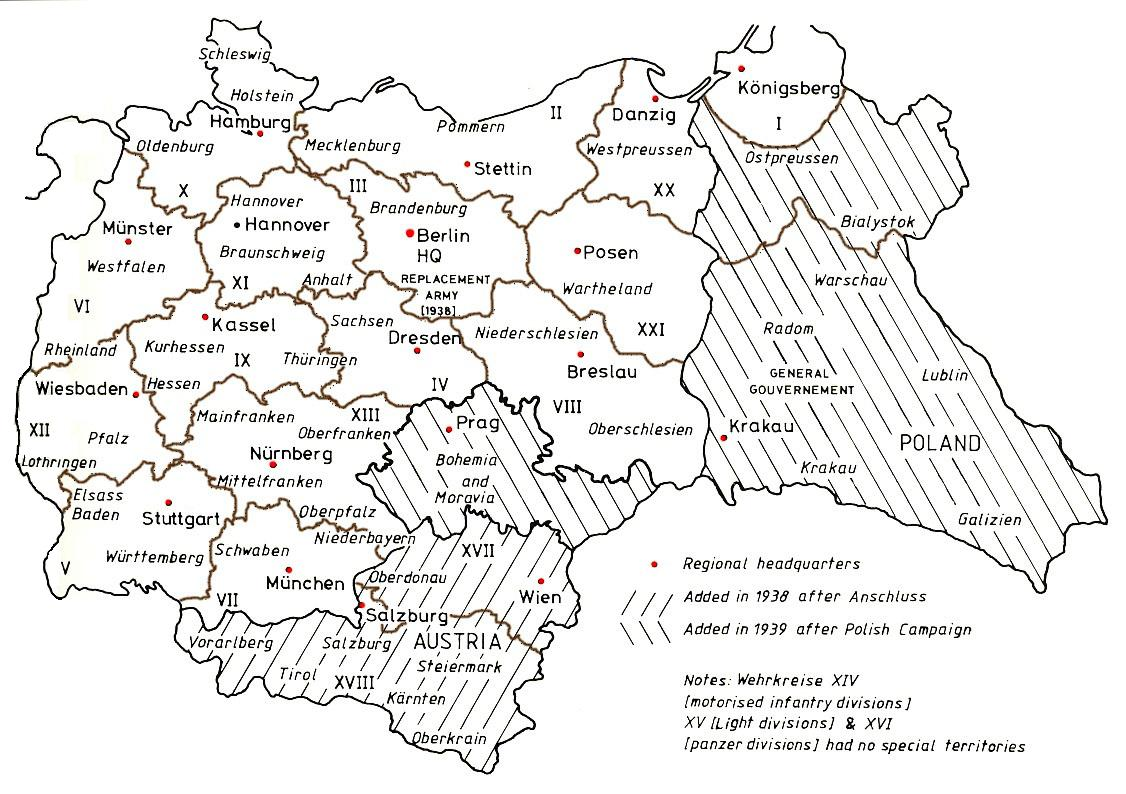
Wehrkreise im Deutschen Reich und besetzten Gebieten 1944

Offizierslager  (kurz Oflag) waren deutsche Kriegsgefangenenlager während des Zweiten Weltkrieges, in denen ausschließlich Offiziere, nach Nationen getrennt, festgehalten wurden. Unteroffiziere und Mannschaften wurden dagegen in sogenannten Stammlagern (Stalag) untergebracht.
Die Lager wurden gemäß den Wehrkreisen, in denen sie sich befanden, nummeriert. Darauf folgte eine fortlaufende Nummerierung durch Buchstaben. Das dritte Offizierslager im zweiten Wehrkreis erhielt demzufolge die Bezeichnung Oflag II C. Allerdings gab es von diesem System zahlreiche Abweichungen. Gegebenenfalls wurde dem Lagernamen als Zusatz noch der Name des nächstgelegenen Ortes hinzugefügt, z. B. Oflag II C Woldenberg.

## Besoldung der Offiziere
Im Hinblick auf die Behandlung der Kriegsgefangenen hatte Deutschland die Genfer Konventionen unterzeichnet, hielt sich aber nur teilweise an deren Vorschriften (volle Anwendung für Briten, Norweger und Amerikaner, nur unwesentlich eingeschränkt für Franzosen, nur bedingte Anwendung für Italiener, Polen, Jugoslawen, faktisch keine Anwendung für sowjetische Soldaten). In diesen Vorschriften stand beispielsweise, „dass an die gefangenen Offiziere in gleicher Höhe Sold zu zahlen ist, wie an die gleichrangigen Offiziere des Gewahrsamsstaates.“ Zur Abgleichung der Gefangenenkosten mussten die gefangenen Unteroffiziere und Mannschaften arbeiten. Die Offiziere hingegen wurden von der Arbeit verschont, mussten sich jedoch aus dem erhaltenen Sold selber verpflegen.
Ein Captain der US-Army sollte z. B. monatlich 400 Mark erhalten, da auch ein deutscher Hauptmann des Heeres mit diesem Betrag besoldet wurde. Damit bei einer geglückten Flucht dem Flüchtling aber keine Geldmittel zur Verfügung standen, wurden statt Reichsmark Gutscheine in „Lagermark“ ausgezahlt.
Im Oflag II C Woldenberg waren neben etwa 5000 Offizieren auch rund 1000 Unteroffiziere und Mannschaften untergebracht, die zu deren Bedienung eingeteilt wurden. Diese erhielten zwar keinen Sold wie die Offiziere, mussten aber auch nicht dieselbe Arbeit verrichten wie in den Stalags. Deshalb wurde bei der Auszahlung des Solds an die Offiziere von dem Zahlmeister des Lagers fünf Prozent der Gesamtsumme einbehalten und an die Nicht-Offiziere verteilt. Weitere fünf Prozent wurden einbehalten und dem FWS (Fonds für die Witwen und Waisen – des Krieges) zugeführt. Die Offiziere in Lager Woldenberg hatten also insgesamt eine „Spende“ von zehn Prozent ihres Soldes für die sie bedienenden Nicht-Offiziere und für den Fonds abtreten müssen.

## Lagerpost
Vier dieser Oflag, in denen sich polnische Insassen befanden, sind dadurch bekannt geworden, dass die Insassen mit Genehmigung der deutschen Lagerleitung eine „Lagerpost“ gründeten, die lediglich innerhalb des Lagers die Funktion einer „Post“ ausübte. Der Reinerlös ging in allen vier Lagern an eine wohltätige Institution, den „Fonds für Witwen und Waisen“, der außerdem (zumindest in Woldenberg) durch eine Spende von fünf Prozent des Soldes alimentiert wurde.

## Standorte
(unvollständige) Liste für die Zeit nach 1939:
- Oflag II A Prenzlau
- Oflag II B Arnswalde
- Oflag II C Woldenberg
- Oflag II D Groß-Born
- Oflag II E Neubrandenburg
- Oflag III A Luckenwalde
- Oflag III B Tiborlager bei Schwiebus
- Oflag III C Lübben
- Oflag IV A Hohnstein
- Oflag IV B Königstein
- Oflag IV C Schloss Colditz
- Oflag IV D Elsterhorst
- Oflag V A Weinsberg
- Oflag V B Biberach an der Riß
- Oflag V C Schloss Bad Wurzach
- Oflag VI A Soest
- Oflag VI B Dössel
- Oflag VI C Osnabrück
- Oflag VI D Münster
- Oflag VII A Murnau
- Oflag VII B Eichstätt
- Oflag VII C Laufen
- Oflag VII C/Z Tittmoning
- Oflag VIII A Kreuzburg
- Oflag VIII B Silberberg
- Oflag VIII C Juliusburg
- Oflag VIII E Johannisbrunn
- Oflag IX A Spangenberg
- Oflag IX B Weilburg
- Oflag IX A/Z Rotenburg
- Oflag X A Sandbostel
- Oflag X A/Z Itzehoe
- Oflag X-C Lübeck
- Oflag X D Fischbek (Hamburg)
- Oflag XI A Osterode am Harz
- Oflag XI B Braunschweig
- Oflag XII A Hadamar
- Oflag XII B Mainz
- Oflag XIII B Lager Hammelburg
- Oflag XIII D Lager Hammelburg
- Oflag XVII A Edelbach
- Oflag XVIII A Lienz
- Oflag XVIII B, Wolfsberg
- Oflag XVIII C Spittal

- Oflag XXI C Schildberg
- Oflag 79, bei Braunschweig